# Orphnaecus tangcongvaca
Espèce
Orphnaecus tangcongvaca est une espèce d'araignées mygalomorphes de la famille des Theraphosidae.

## Distribution
Cette espèce est endémique de Luçon aux Philippines,. Elle se rencontre vers Libmanan. 

## Description
La femelle holotype mesure 16,06 mm.

## Systématique et taxinomie
Cette espèce a été décrite en 2025 par Acuña et Guevarra en 2025.

## Étymologie
Cette espèce est nommée en l'honneur de la Tangcong Vaca Guerilla Unit.

## Publication originale
- Acuña, Ragasa, Santiago-Bautista, Wirth & Guevarra, 2025 : « Revisiting and rediscovering the tarantulas (Araneae, Theraphosidae) of Culapnitan (Libmanan) Caves in the Philippines: troglomorphism, taxonomy, phylogeny and ecological niche. » Subterranean Biology, vol. 52, p. 143-186 (texte intégral).